# Nemzetközi Alkalmazott Rendszerelemzési Intézet
A Nemzetközi Alkalmazott Rendszerelemzési Intézet (hivatalos nevén: International Institute for Applied Systems Analysis, rövidítve: IIASA; magyarul a beszélt nyelvben: jasa vagy jáza) az 1969-ben kezdődő, az Egyesült Államok és a Szovjetunió között fennálló geopolitikai feszültségek csökkenésének egyik eredményeként, az 1972. október 4-én aláírt szerződés alapján, ausztriai székhellyel jött létre, és 50 éve a Bécshez közeli Laxenburgban működik. Az osztrák kormány a Habsburgok nyári kastélyát bocsátotta az intézet rendelkezésére. Az alapító országok az Amerikai Egyesült Államok és a Szovjetunió mellett Bulgária, Csehszlovákia, az Egyesült Királyság, Franciaország, Japán, Kanada, Lengyelország, Olaszország, valamint az akkor még két Németország (NDK és NSZK) voltak.
Az intézetben átlagban 50 országból több mint 400 kutató dolgozik, de jelentős a munkákat támogató volt munkatársak köre is, ami meghaladja a 4000 főt, a világ minden tájáról.

## A magyar tagság
Magyarország – bár meghívást kapott – nem vett részt az alapításban, csak 1974-ben csatlakozott, majd alapvetően az elhúzódó tagdíjfizetési nehézségek miatt tagsága 2007-ben megszűnt. A magyar kapcsolatokat a belépést követően az Országos Tervhivatal, majd az Országos Műszaki Fejlesztési Bizottság, és végül a Magyar Tudományos Akadémia koordinálta egy tárcaközi bizottság (Magyar Alkalmazott Rendszerelemzési Bizottság – MAREB) mint tagszervezet felügyelete alatt.

## A kezdetek
Az intézetet a kezdetekben – az enyhülés szellemét tükröző megoldásként – amerikai–szovjet páros irányította, amelyben az operatív vezetést amerikai igazgató, a koncepcionális kérdésekben döntő Tanácsot (Council) szovjet elnök irányította. Az első tisztségviselők Howard Raiffa (Harvard Egyetem) és Jermen Gvishiani (a Szovjet Tudományos Akadémia tagja) voltak. Gvishiani egyben szovjet részről az előkészítés tárgyalója, majd az alapító okirat aláírója is volt.
Az intézet munkáját 1973-ban tervezési konferenciák készítették elő. Egyes területek előkészítő munkáiban, mint
- a számítógépes rendszerek[4]
- a matematikai alkalmazások[5]
- ipari rendszerek és automatizálás[6]
- nagy szervezetek tervezése és irányítása[7]
- erőforrásokkal történő gazdálkodás[8]

már voltak magyar résztvevők.
1973-ban az első két magyar kutató Rabár Ferenc (későbbi pénzügyminiszter) és Kiss István (későbbi tagszervezeti főtitkár) volt az intézetben. A kutatók korabeli beszámolója szerint a vízgazdálkodás tervezett kutatási témái között esettanulmányként szerepelt a Tisza folyó is, mint amelyik számos tagországon keresztül folyva közös érdeklődés témája is lehetett volna. Tekintve azonban, hogy „a folyóvölgy földrajzi határai a politikai határokkal nem esnek egybe”, és így a döntések feszültségekkel terheltek, a Tisza kiesett a lehetséges mintafolyók köréből.
Az első két nagy projekt az energia, illetve a mezőgazdaság helyzetével, fejlesztési lehetőségeivel foglalkozott. Az utóbbi, Food and Agriculture témának Rabár Ferenc személyében magyar projektvezetője volt.
Az élelmiszer és mezőgazdaság projektben a magyar vonalat elsősorban Csáki Csaba (későbbi Közgazdaságtudományi Egyetemi rektor) vitte tovább tervgazdasági és magyar jellegzetességekre koncentrálva.
A Közgazdaságtudományi Egyetemről Zalai Ernő Széchenyi-díjas egyetemi tanár is folytatott kutatásokat az intézetben.
Az intézet a kezdetektől fogva kiemelt figyelmet szentelt a globális problémáknak, mint például az említett energiatermelés és felhasználás véges volta. Ugyanakkor már 1975-ben feltette a kérdést, hogy tudjuk-e ellenőrizni a termelés növekedésével együtt járó széndioxid-kibocsátás hatását és mértékét? 1978-ban pedig már egy átfogó, a klímaváltozástól a társadalmi kérdésekig terjedő összefüggést tárgyaló könyvben tette közzé kutatási eredményeit, majd az alkalmazkodó környezetgazdálkodás irányítását kínáló könyvét. Az intézet kutatói a kezdetek óta vezető szerepet töltöttek be az Éghajlatváltozási Kormányközi Testület (IPCC) munkájában. Több mint 40 fő dolgozott az IPCC második, harmadik, negyedik, ötödik és hatodik értékelő jelentésének kidolgozásában. Ezek ma Földünk éghajlatváltozásának helyzetéről a tudományosan legfejlettebb, legátfogóbb és legszigorúbb elemzései. E munkák eredményeként az intézet kutatói megosztott Nobel-békedíjat kaptak.
Az intézet az energia, az élelmezés, a környezet és klíma kérdései mellett foglalkozott a népesedési és azon belül az elöregedés (ageing) problémájával is. Ez a cikk a globális öregedésről szóló egyik legtöbbet idézett cikké vált.
Az öregedés mellett az utánpótlás is kiemelt hangsúlyt kapott az intézetben azzal, hogy 1977. évi kezdettel elindult a fiatal tudósok nyári programja (Young Scientists Summer Programme – YSSP). Azóta a programban már több, mint kétezer kutató vett részt, akik közül sokan kutatásvezetők, egyetemi tanárok lettek. Magyar részről az elsők között vett részt a programban Paprika Zita, aki – később – a Közgazdaságtudományi Egyetem dékánja (2014-2020) és a Döntéselmélet tanszékének tanszékvezető egyetemi tanára volt. Ebben a programban vett részt Bozó László meteorológus is, aki később négy éven át az Országos Meteorológiai Szolgálat elnöke volt, ma tanácsadója, egyetemi tanár és az MTA rendes tagja.

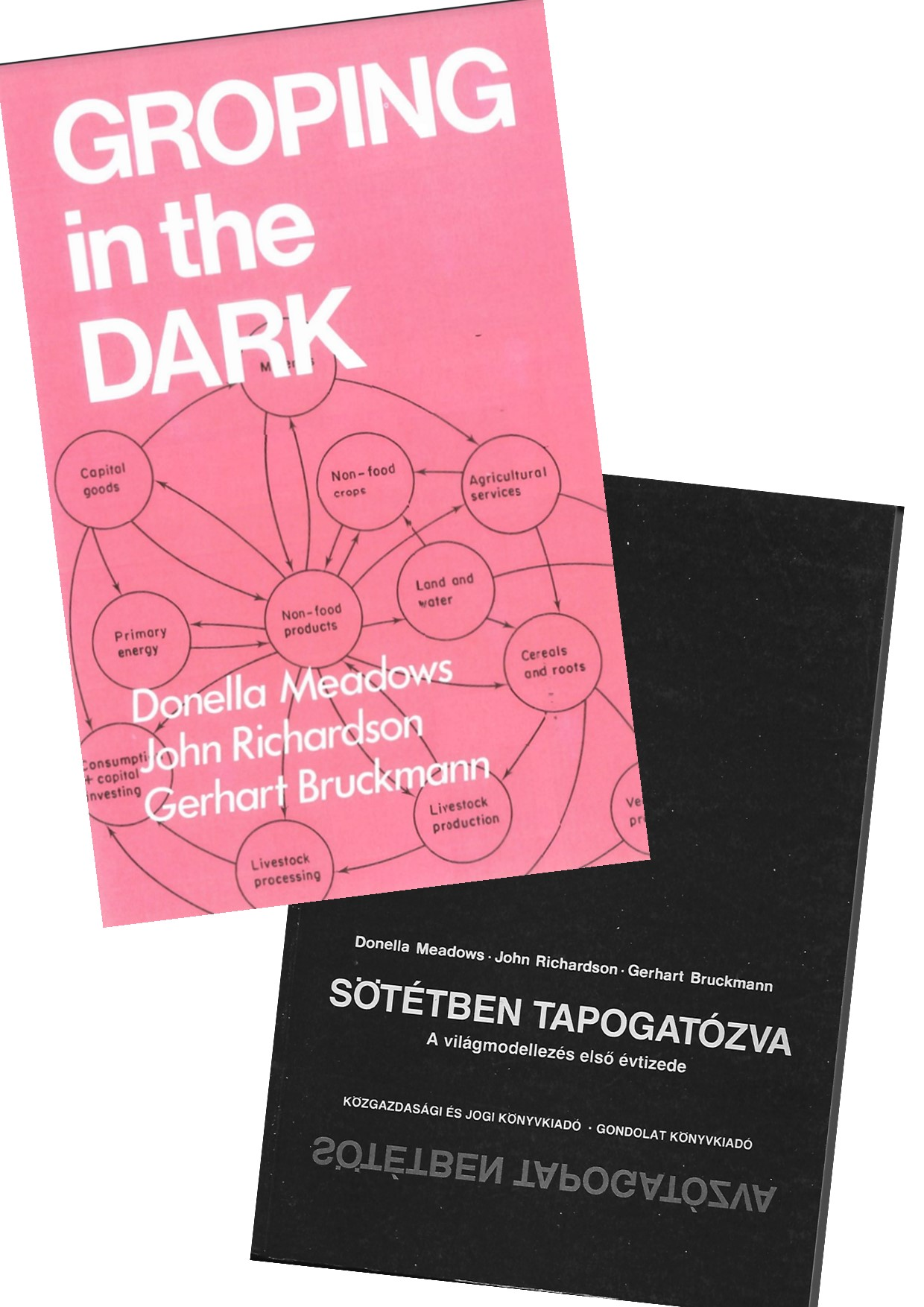
Világmodellek vizsgálata – angol és magyar változat

Az intézet folyamatosan figyelemmel kísérte a világban végbemenő, egymással összefüggő változásokat úgynevezett világmodellek keretében vizsgáló kutatásokat. Keretet adott a különböző világmodellek összehasonlító vizsgálatához is, és megállapította, hogy valójában „sötétben tapogatóznak” komplex világunk jövőjének elemzői, illetve döntéselőkészítői. Az összehasonlító vizsgálatot tartalmazó könyv magyarul is megjelent.
A változások követésére és a világról alkotott (tér)kép újszerű gazdagítására az intézet 2013-ban kialakított egy wikifelületet, a Geo-Wikit. A Geo-Wiki egy olyan platform, amelyen a polgárok és szakértők bevonásával a környezeti és társadalmi-gazdasági megfigyeléseket lehet megosztani. A Geo-Wiki közösségi finanszírozású (crowdsourcing), ahol a finanszírozás csak átvitt értelemben használt, hiszen itt egyéni, azaz a résztvevők saját erőforrásainak (mobilkészülék és a hozzátartozó előfizetés, a megfigyelés adatának feltöltésére használt idő stb.) használatáról, természetbeni hozzájárulásról van szó. A Geo-Wiki Project tehát önkéntesek globális hálózata, akik segíteni kívánnak a globális felszínborítási térképek minőségének javításában.

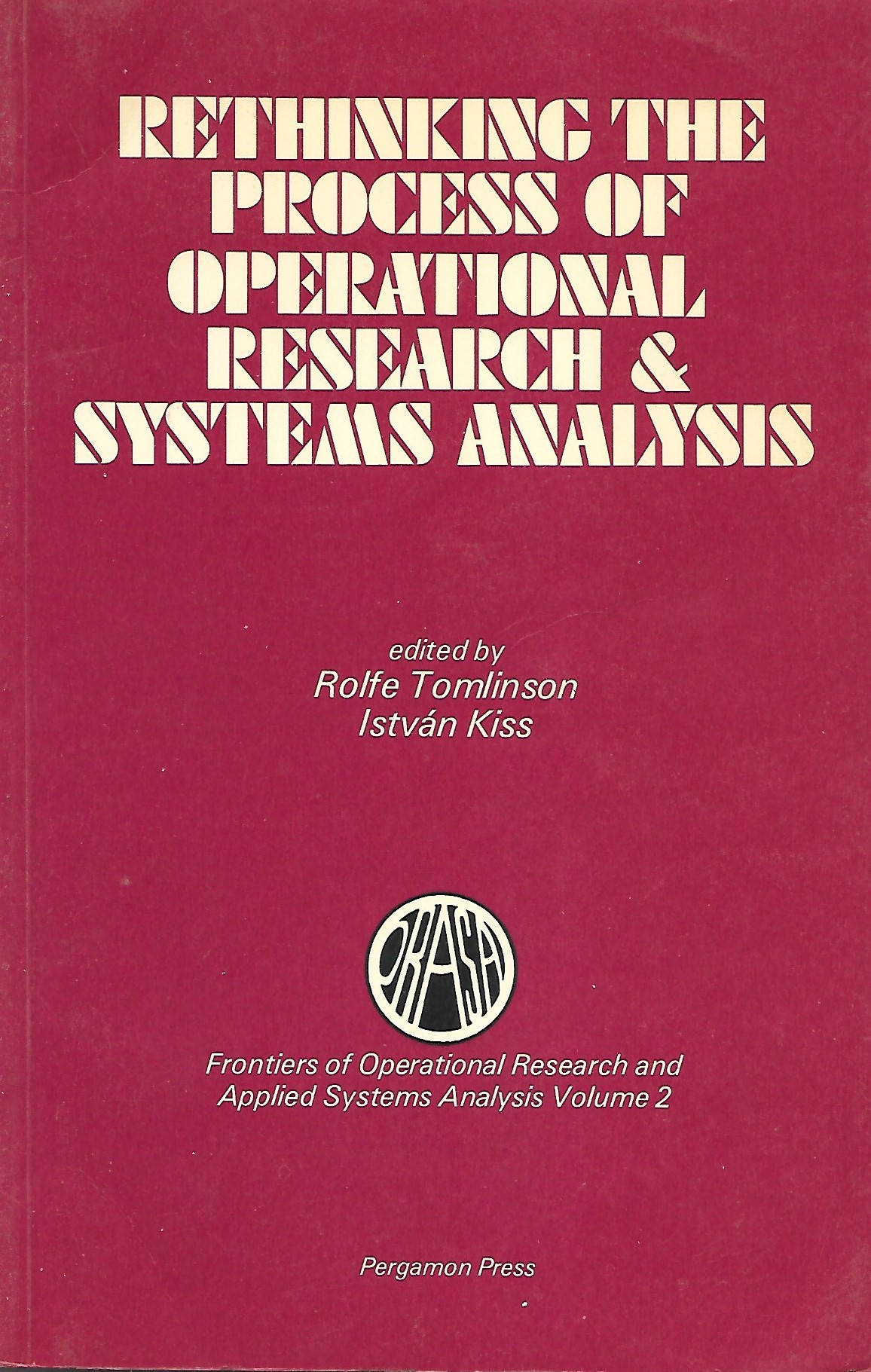
Újragondolás

Az intézet gondot fordított a rendszerelemzés módszertani megoldásainak fejlesztésére, újragondolására, a matematikai modellek finomításának kérdéseire is. Ehhez egy-egy szakmai terület kiválóságát hívta meg kutatóként. Így dolgozott már 1973-ban az intézetben George Dantzig, a lineáris programozás egyik úttörője, a szimplex módszer megalkotója. Hasonló módon a döntéselemzés egyik úttörője volt az intézet első igazgatója. Munkája volt az egyik első, az intézet gondozásában megjelent könyv, amely az egymásnak ellentmondó célok mellett hozható döntésekkel foglalkozott (lásd például a PrOACT-módszert).
Jelentős hozzájárulást jelentett a rendszerelemzés módszertanának fejlődéséhez az intézet kétkötetes kézikönyve, amelynek első kötete magyarul is megjelent.

## Egy közjáték
A geopolitikai enyhülés időszakában, annak kezdete óta voltak ellenzői. Képviselőik számára, alig 10 évvel az alapítást követően, kedvező érvet kínált egy szerencsétlen személycsere. Az intézet titkárságának szovjet vezetésében 1981-ben megjelent Arcady Belozerov fizikus, akiről kiderítették, hogy a KGB-nek is dolgozik, és ezt nyilvánosságra is hozták, ezért a szovjet tudományos diplomácia rövid időn belül visszahívta. A kémügy hatása azonban megpecsételte a következő éveket két vonatkozásban is. Egyrészt az Egyesült Államok a reciprocitás hiányára hivatkozva (tudományos vonatkozásban kevesebbet kapnak, mint adnak) jelentősen csökkentette tagdíjának összegét, másrészt a bizalmatlanság légkörére építve az ellenzők – mint később kiderült alaptalanul – megvádolták az intézetet azzal, hogy a nemzetközi számítógépes hálózatra csatlakozó központján keresztül titkos adatbázisokat ért el, s használt jogtalanul. Az események felvetették az Egyesült Államok intézetből történő kilépésének lehetőségét is, míg végül az Amerikai Egyesült Államok Képviselőháza ezzel foglalkozó bizottsága lezárta a témát: változott az amerikai képviseletet ellátó szervezet, maradt a csökkentett tagdíj, és megállapította, hogy az Intézet a vizsgálat időszakában csak kereskedelmi és nyilvános adatbázisokat ért el, illetve használt, ugyanakkor nyitva hagyta, hogy mi történhetett 1982-ben.

## Korszakváltás után
A Szovjetunió felbomlása után tagságát Oroszország vitte tovább, illetve Ukrajna önállóan csatlakozott. Egyidejűleg a tagországok köre is jelentősen változott, bővült. 2020-ban a következő országok tagszervezetei vettek részt a finanszírozásban és a kutatásokban: Ausztria, Brazília, Dél-afrikai Köztársaság, Egyesült Államok, Egyesült Királyság, Egyiptom, Finnország, India (megfigyelő), Indonézia, Irán, Izrael, Japán, Kína, Koreai Köztársaság, Malajzia, Mexikó, Németország, Norvégia, Oroszország, Svédország, Ukrajna, Vietnám.
A hidegháború végét követően az intézet folytatta tevékenységét, és az 1990-es években kibővítette működési területét a nagyobb globális fókusz elérése érdekében. Manapság az Intézet a tudományos ismeretek széles skáláját egyesíti, hogy tudományosan megalapozott betekintést nyújtson a kritikus politikai kérdésekbe a globális változásokról szóló nemzetközi és nemzeti vitákban. Kutatása független, és nem korlátozza a politikai vagy nemzeti önérdek.
A függetlenség biztosítéka az Intézet éves költségvetése, amely 2019-ben 23,1 millió euró volt. Ez a tagszervezetek tagdíjaiból és az afrikai, amerikai, ázsiai és európai tagországok kutatásfinanszírozási ügynökségeitől, vállalkozásoktól és magánszemélyektől származott. Ezek a változatos bevételi források teszik lehetővé az Intézet számára, hogy valóban független kutatásokat végezzen.

## Új intézeti stratégia
2021-ben az intézet új stratégiát kezdett a fenntarthatóság felé vezető átalakítások támogatására a rendszertudomány fejlesztése és alkalmazása révén.
A kutatási stratégia megállapította, hogy a következő évtized kritikus lesz bolygónk számára. Példátlan gazdasági, környezeti és társadalmi változások, valamint a megnövekedett összetettség jellemzi majd az egyre összekapcsoltabb világot, amely saját sebezhetőségét, lehetőségeit és fenyegetéseit hozta és hozza létre. Ezeket gyakran a technológiai fejlődés oldja fel. De csak az integrált rendszerszemléletű megközelítés akadályozza meg, hogy egy probléma megoldása máshol nem kívánt következményekkel járjon.
A 2021–2030. évi intézeti stratégia, a rendszertudományban szerzett ötven éves tapasztalatra építve, az integrált rendszermegoldások, a kialakulóban lévő és újszerű globális fenntarthatósági kihívások, veszélyek és lehetőségek vizsgálata köré rendeződött. A stratégia három egymással kapcsolatban lévő szempontot – a kutatást, a hatásfok növelését és a végrehajthatóságot – foglalja keretbe.
A stratégia szellemében hat programot fogadtak el: 
- A rendszerelemzés fejlesztése
- Biodiverzitás és természeti erőforrások
- Gazdasági határok (életesélyek)
- Energia, klíma és környezet
- Népesedés és igazságos társadalmak
- Stratégiai kezdeményezések[35]

2021 decemberében Ürge-Vorsatz Diána közismert magyar klímakutatót három évre az Intézet tudományos tanácsadó bizottságának tagjává választották.

## Érdekesebb magyar vonatkozások

### Balatoni algásodás

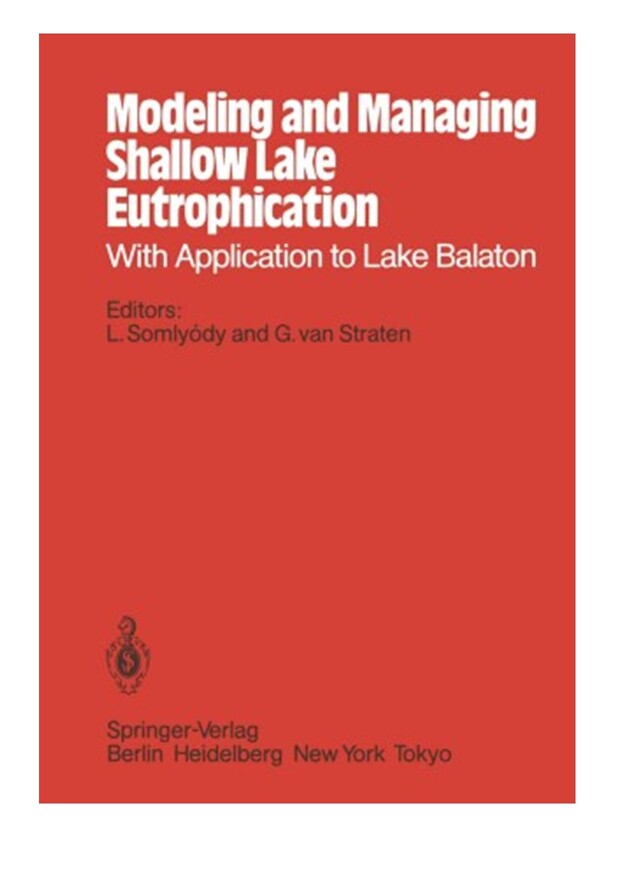

Az intézetben folytatott sekély vizű tavakban lejátszódó eutrofizációs folyamatok modellezésének vezetője Somlyódy László, a BME egyetemi tanára volt. E munka keretében gazdaságpolitikai döntéseket is megalapozó modellezés folyt. Az esettanulmány tárgya a Balaton volt. A munkákról Somlyódy László társszerkesztésében és társszerzősége mellett könyv is megjelent.
A vízgazdálkodás témáját Szöllős-Nagy András egyetemi tanár (BME, NKE) is kutatta az intézetben. Témája a hidrológiai rendszerek elmélete és az előrejelzés voltak.

### Nemzetközi számítógépes hálózat
Az intézetben magyar közreműködéssel (az MTA KFKI-ban gyártott és az MTA SZTAKI, valamint az SZKI munkatársai által továbbfejlesztett TPA típusú számítógépből) kialakított kapcsológép (gateway) teremtette meg az első állandó kelet-nyugati hálózati kapcsolatot. Magyarországon először a SZTAKI-ban jött létre állandó, bérelt vonali kapcsolat a nyugati adatbázisokkal. Ennek az ún. IIASA gateway-nek a működése képezte később a kémkedés – mondvacsinált – gyanújának alapját.

### Minőségügy
Soji Siba (hivatalosan és a sajtóban is Shoji Shiba) japán professzor az intézetben töltött évei során 1987-ben, az akkori ipari miniszter meghívására Magyarországra is átjött, és egy tízfős munkacsoporttal 9 heti intenzív munkában kidolgozták a Total Quality Management (TQM, akkori fordításában Átfogó Minőségvezetési Rendszer, ÁMR) bevezetésének Cselekvési Programját a magyar ipar számára. 1987–90 között a TQM-et a Szövetség a Kiválóságért Közhasznú Egyesület koordinálta program keretében több mint 35 vállalat vezette be sikeresen 80 tanácsadó, az Ipari Minisztérium és a professzor folyamatos szakmai támogatásával. 1987-ben Siba professzor az intézettel közösen tiszteletdíjából létrehozta a IIASA-Shiba Alapítványt. Az Alapítvány által kiírt pályázatokon a legkülönbözőbb szervezetek nyertek minőség díjakat, például a rendőrség háromszor is.
Siba professzor a minőség és a magyarok iránti elkötelezettsége, megkülönböztetett együttérzése és önfeláldozó munkájának elismeréseként 1997-ben a Magyar Köztársaság Érdemrend Lovagkeresztje, 2006-ban pedig a Magyar Köztársasági Érdemrend Középkeresztje a Csillaggal kitüntetést kapta meg.

### Laxenburg–Sopron
Sopron, a laxenburgi intézethez való közelsége miatt, számos téma az intézettel közös rendszerszemléletű feldolgozásához kínált kedvező helyszínt. Már az intézet 1972. évi megalapítását követően, 1973-ban, majd három évente még kétszer került sor rendszerelméleti konferencia megrendezésére Sopronban.
A nyolcvanas években Kapolyi László kezdeményezésére, az intézet munkatársaival együtt, számos erőforrásokkal és azok felhasználásának környezeti hatásaival foglalkozó konferencia megrendezésére került sor Sopronban. Ebből a kezdeményezésből alakult ki Donella és Dennis Meadows vezetésével a Balaton Csoport.

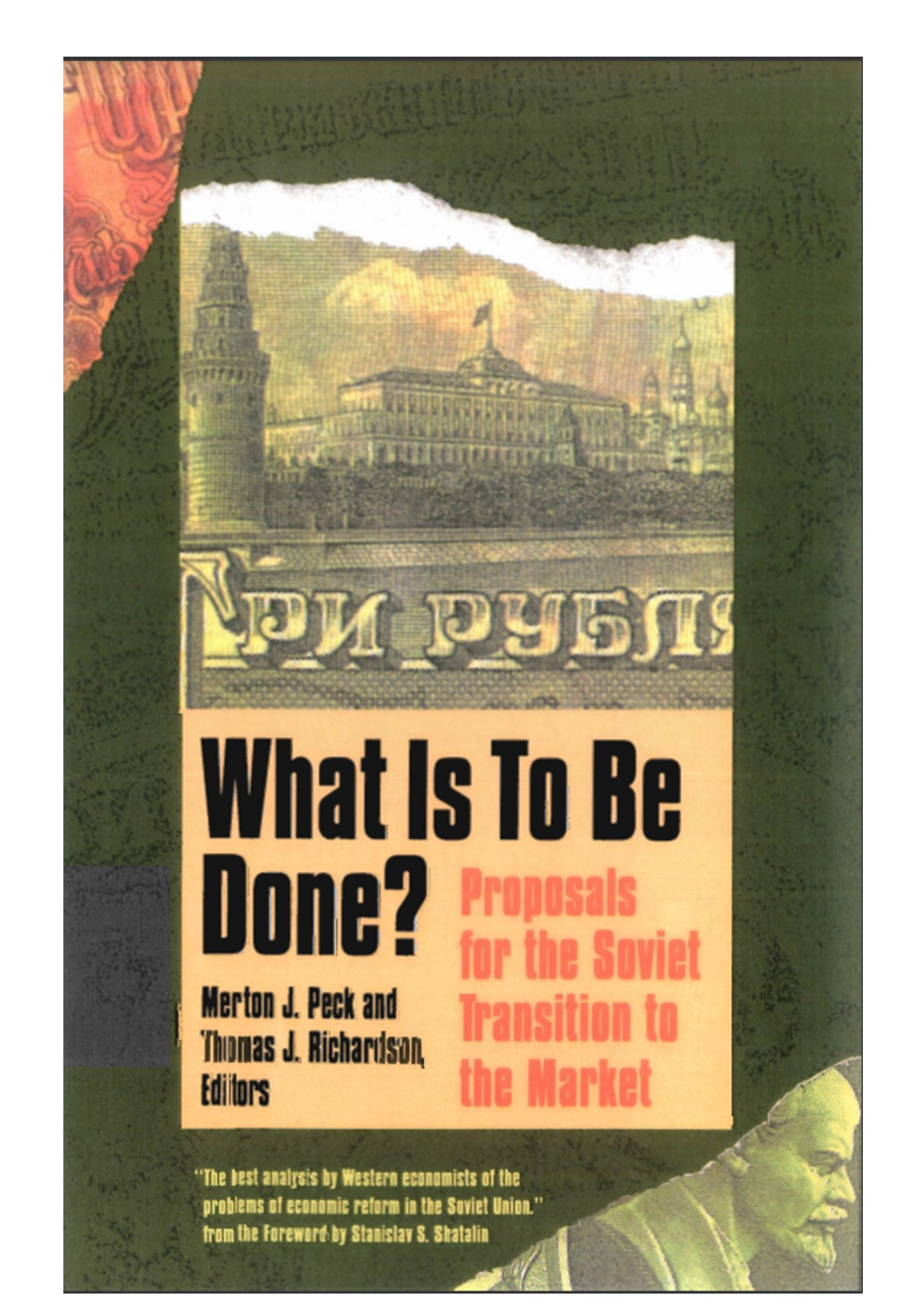
Sopronból indult projekt

Fontos konferencia helyszíne volt Sopron 1990-ben is, amikor szakértők érkeztek Keletről és Nyugatról, hogy az intézet közreműködésével véleményezzék a szovjet reformok tervezett folyamatát, illetve tanácsot adjanak annak megvalósításához. Történt ugyanis, hogy 1989 őszén Stanislav Satalin akadémikus, Gorbacsov elnök akkori vezető gazdasági tanácsadója, az Intézethez fordult azzal a kéréssel, hogy tegyen javaslatot a szovjet gazdasági reformra vonatkozóan. A konferencián magyar reformközgazdászok is részt vettek, mint Tardos Márton vagy Gács János. Gács János később az intézet Gazdasági átalakulás és integráció projektjének helyettes vezetője volt.

### Ötvenéves évforduló
Az intézet az 1972. évi évforduló napján, október 4-én Laxenburgban születésnapi megemlékezést tartott a dolgozók, az alkalomra Laxenburgba érkező öregdiákok (alumni) és a helyi lakosság részvételével.
Az évfordulóról a magyar öregdiákok közössége is megemlékezett az MTA székházában a Neumann János Számítógéptudományi Társaság, a Magyar Tudományos Akadémia és az intézet közös szervezésében.

### Könyvek magyarul
Az intézet kutatási eredményeiről megjelent közel 500 könyv közül magyar fordításban megjelentek:
- Holling: Várni a váratlant. OMFB REI-SKV, Budapest, 1980
- A rendszerelemzés kézikönyve. A felhasználás, az eljárás, az alkalmazások és a gyakorlat áttekintése. Szerkesztette: Hugh J. Miser és Edward S. Quade. OMFB-SKV, Budapest, 1986
- Ouade, E. S.: A probléma-megfogalmazás és a modellezés csapdái. Az elemzés csapdái. Szerkesztette: G. Majone, E. S. Quade. OMFB-SKV, Budapest, 1986/3.
- Meadows, et al: Sötétben tapogatózva. A világmodellezés első évtizede. Közgazdasági és Jogi Kiadó, 1986
- Warren C. Sanderson, Sergei Scherbov: Előretekintő élettartam. Pallas Athéné Könyvkiadó, 2022